# Dead Rising: Chop Till You Drop
Dead Rising: Chop Till You Drop, conosciuto in Giappone come Dead Rising: Zombie Sacrifice (デッドライジング ゾンビのいけにえ?, Deddo Raijingu: Zombie no Ikenie), è un videogioco d'azione con degli elementi da picchiaduro a scorrimento. Il gioco è un remake di Dead Rising sviluppato appositamente per la console Wii. Il gioco fu messo in commercio in Giappone il 19 febbraio 2009, e qualche mese dopo anche negli altri Paesi.
Frank West, un giornalista, si reca nella città di Willamette, Colorado. Qui incontra delle orde di zombie e sopravvissuti impazziti mentre cerca di scoprire la causa dell'infezione.

## Modalità di gioco
In Chop Till You Drop, il protagonista, Frank West, viene spedito in alcune missioni dai restanti sopravvissuti (Otis, Brad e Jessie). La stanza della sicurezza del centro commerciale servirà come base delle operazioni del gruppo e da qui potranno essere avviate le missioni. Queste missioni porteranno il giocatore nella storia principale e dovrà salvare i vari sopravvissuti. Al giocatore verrà permesso di esplorare il centro commerciale senza alcuna restrizione o penalità, ma non gli sarà permesso esplorarlo liberamente durante le missioni. L'effetto delle missioni è di donare una migliore struttura all'esperienza di gameplay, una feature non presente in Dead Rising.
La fotocamera e gli elementi fotografici sono stati completamente rimossi. I libri ora sono acquistabili da Cletus invece di essere ritrovati nel centro commerciale. In aggiunta, ci sono vari oggetti presenti nel centro commerciale che possono essere usati come armi.
Una nuova feature è una completa redefinizione del sistema delle armi da fuoco: il giocatore potrà sparare con una visuale sopra la spalla dove il mirino sarà controllabile tramite il Wii Remote. Il numero di munizioni presenti nel mondo di gioco sono state aumentate per migliorare un gameplay con le armi da fuoco molto più solido.

### Differenze daDead Rising
Ci sono varie differenze dal gioco originale:
- Ogni missione ha un proprio tempo, invece di basarsi sul tempo generale (72 ore) che scandiscono l'intera storia.
- I minigiochi sono sbloccabili dopo il completamento della storia principale.
- Alcuni psicopatici della versione per Xbox 360 appare come zombie nella versione per Wii.
- Alcuni sopravvissuti presenti nella versione per Xbox 360 non appaiono nella versione per Wii.
- Il giocatore potrà incontrare vari animali "zombificati", come cani e pappagalli.
- Le dimensioni del centro commerciale sono molto ridotte.
- Le abilità di salto e di fare fotografie sono state rimosse nella versione Wii.

A causa della scarsa resa grafica della Wii rispetto all'Xbox 360, pochi zombie possono apparire sullo schermo (800 zombie nella versione per Xbox 360, mentre ora sono stati limitati a 100), ma la Capcom ha tentato di "convertire" più features possibili dalla versione Xbox 360.

## Sviluppo
Il 15 luglio 2008, Famitsu ha rivelato che Dead Rising è stato portato su Wii e verrà messo in commercio il 24 febbraio 2009: il nome fu rivelato più tardi ed è Dead Rising: Chop Till You Drop (Dead Rising: Zombie no Ikenie in Giappone). Capcom decise di convertire il gioco per Wii dopo che la conversione di Resident Evil 4 per Wii fu apprezzato molto bene dalla critica e dai videogiocatori. Il gioco gira sul motore grafico di Resident Evil 4.
Il gioco è pubblicato dalla THQ in Australia. Capcom ha annunciato che prevedono di venderne 500 000 copie della versione per Wii.

## Curiosità
Il titolo inglese "Chop Till You Drop", che tradotto letteralmente significa "affetta finché crolli", è un gioco di parole basato sulla assonanza tra chop (affettare) e shop (fare shopping).
Il titolo in italiano è "Salme di Fine Stagione", un altro gioco di parole, in questo caso riferito agli zombie e allo shopping.